# Cappella Maggiore

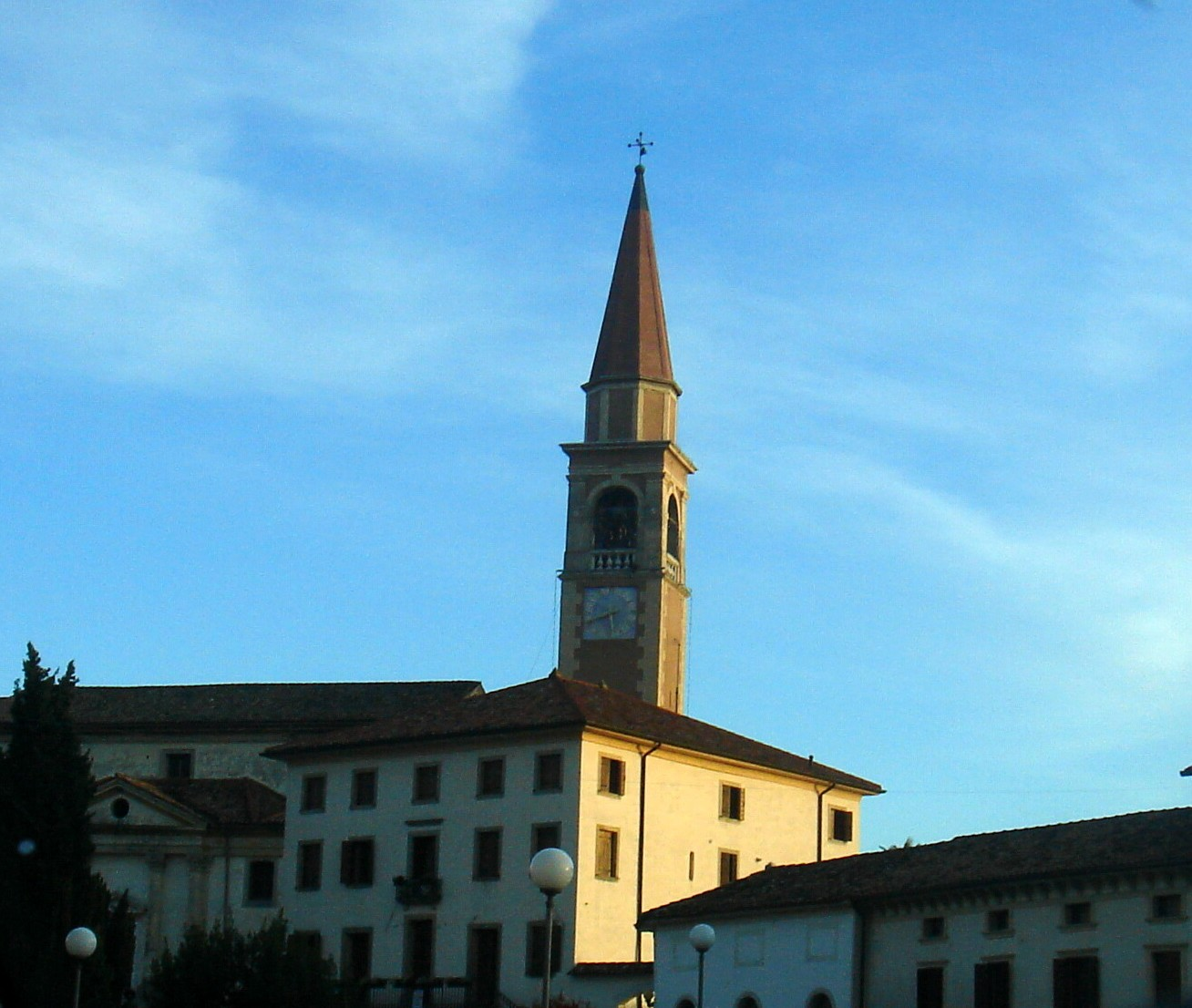
Parochialkirche mit Campanile von Cappella Maggiore

Cappella Maggiore ist eine nordostitalienische Gemeinde (comune) mit 4629 Einwohnern (Stand 31. Dezember 2023) in der Provinz Treviso in Venetien. Die Gemeinde liegt etwa 34,5 Kilometer nordnordöstlich von Treviso.

## Geschichte
Die mittelalterliche Burganlage besteht in ihrem Fundament seit dem 10. Jahrhundert.

## Gemeindepartnerschaft
Cappella Maggiore unterhält seit 2004 eine Partnerschaft mit dem schottischen Earlston in den Scottish Borders.
Seit 2013 besteht außerdem eine Partnerschaft mit der oberbayrischen Gemeinde Zorneding.